# Матч трёх городов (1934)
Матч трех городов 1934 года по футболу был седьмым турниром в рамках одноимённого общеспортивного праздника и четвертым, проводимым в формате трёх сборных (Москвы, Ленинграда и Харькова). Он прошёл в Москве с 29 июня по 2 июля. 
Победу в турнире в четвертый раз одержала сборная команда Москвы.

## Участники и регламент
Турнир проводился по «круговой» системе в один круг.
За победу команда получала 3 очка, ничью — 2, поражение — 1. Были разрешены замены футболистов в случае получения ими травм.
Участники
- Москва (цвета красные)
- Ленинград (цвета голубые)
- Харьков (цвета белые)

|  |  |  |  |

## Ход турнира

### Москва — Харьков
| Москва                                                                       | 5:2     | Харьков                                 |
| ---------------------------------------------------------------------------- | ------- | --------------------------------------- |
| - Якушин 6′ 30′ - С.Иванов 24′ - С.Ильин 43′ (пен.) 67' (пен.) - Смирнов 72′ | (отчёт) | - 28′ (пен.) Паровышников - 52′ Копейко |

| Москва: Рыжов - Ал.Старостин , Тетерин - Леута, Ан.Старостин, Никишин - Лапшин, Смирнов 74', С.Иванов, Якушин, С.Ильин · Харьков: Бабкин - Кириллов, К.Фомин - Н.Фомин, Якубович, Привалов - Куликов, Шпаковский, Копейко, Паровышников, Мисевра |

#### Ход игры
- 6' Бабкин в хорошем стиле поймал мяч после удара Лапшина и, решив его зафиксировать, постучал им о землю. Якушин подкараулил отскок мяча и направил его в ворота — 1:0;
- 24' Якушин выкатывает пас под удар Иванову — 2:0;
- 28' Рыжов, прерывая навесную передачу, нарушает правила в штрафной. Пенальти реализует Паровышников — 2:1;
- 30' Бабкин после сильного удара выпускает мяч в сторону Якушина — 3:1;
- 43' С. Иванов убежал и был сбит в штрафной. Пенальти реализовал Ильин — 4:1;
- 52' Копейко сильно бьет под перекладину с передачи Паровышникова — 4:2;
- 67' Назначен второй в матче пенальти в ворота Харькова. Бабкин отбивает удар Ильина;
- 72' Смирнов бьет с 30 метров — ошибка Бабкина — 5:2;
- 74' Смирнов удален за удар по ногам К. Фомина;

### Москва — Ленинград
| Москва                           | 2:1     | Ленинград          |
| -------------------------------- | ------- | ------------------ |
| - Ан.Старостин 60′ - С.Ильин 63′ | (отчёт) | - 12′ (пен.) Попов |

| Москва: Рыжов - Ал.Старостин , Тетерин(~70' Саванов) - Леута(~70' Дубинин), Ан.Старостин, Никишин - Лапшин, Смирнов, С.Иванов, Якушин, С.Ильин Ленинград: Шорец - Юденич, Ежов - Попов, Ивин(27'-45' А.Забелин), Вал.Федоров - Светлов, П.Дементьев, М.Бутусов, Елисеев(46' Ярцев;~70' Мурашев), Кусков |

#### Ход игры
- 12' П. Дементьев совершает красивый рывок к воротам и в штрафной сбит Ал. Старостиным. Пенальти реализует Попов — 0:1;
- 27' Ивин в борьбе со Смирновым получает травму (разбивает лицо), он заменен Забелиным;
- 46' Ивин возвращается на поле. Ярцев меняет Елисеева;
- 60' Вал. Федоров фолит в 30 метрах от ворот. Андрей Старостин забивает со штрафного (мяч по пути задел Ярцева и изменил направление) — 1:1;
- 63' С. Ильин забивает с передачи Якушина — 2:1;
- ~70' Саванов меняет Тетерина, Дубинин — Леуту, Мурашев — Ярцева;

### Ленинград — Харьков
| Ленинград                                             | 4:3     | Харьков                                  |
| ----------------------------------------------------- | ------- | ---------------------------------------- |
| - Кусков 15′ - П.Дементьев 35′ 40′ - Попов 51′ (пен.) | (отчёт) | - 38′ (пен.) 87′ 88′ (пен.) Паровышников |

| Ленинград: Шорец - Юденич, Ежов - Попов, Вал.Фёдоров, Беляков - Григорьев, П.Дементьев, М.Бутусов, Кусков, Ярцев Харьков: Москвин - Кириллов, К.Фомин - Сухарев, Н.Фомин, Привалов - Куликов, Шпаковский, Копейко, Паровышников, Мисевра |

#### Ход игры
- 15' Комбинация П. Дементьев — М. Бутусов — Кусков завершается тем, что Кусков заводит мяч в ворота — 1:0;
- 35' П. Дементьев после передачи М. Бутусова вносит мяч в ворота — 2:0;
- 38' Паровышников реализует пенальти, назначенный за игру рукой — 2:1;
- 40' М.Бутусов после подачи углового скидывает головой, П.Дементьев сходу резко бьёт — 3:1;
- 51' Попов реализует пенальти — 4:1;
- 87' Паровышников после подачи углового забивает головой — 4:2;
- 88' Юденич сбивает Паровышникова в штрафной и пострадавший реализует пенальти — 4:3;

## Итоги турнира
| № | Команды   | 1   | 2   | 3   | В | Н | П | М     | О |
| - | --------- | --- | --- | --- | - | - | - | ----- | - |
| 1 | Москва    |     | 2:1 | 5:2 | 2 | 0 | 0 | 7 — 3 | 6 |
| 2 | Ленинград | 1:2 |     | 4:3 | 1 | 0 | 1 | 5 — 5 | 4 |
| 3 | Харьков   | 2:5 | 3:4 |     | 0 | 0 | 2 | 5 — 9 | 2 |

В командах гостей (ленинградцев и харьковчан) Всесоюзным Советом Физической Культуры (ВСФК) были выделены по два лучших футболиста, которые "за техничную игру были награждены  памятными часами с гравировкой":
- Георгий Шорец
- Пётр Дементьев
- Константин Фомин
- Пётр Паровышников